# Ivanovce
Ivanovce (ungarisch Ivánháza – bis 1899 Ivanóc) ist eine Gemeinde im Nordwesten der Slowakei mit 1084 Einwohnern (Stand 31. Dezember 2024) und gehört zum Okres Trenčín, einem Teil des Trenčiansky kraj.

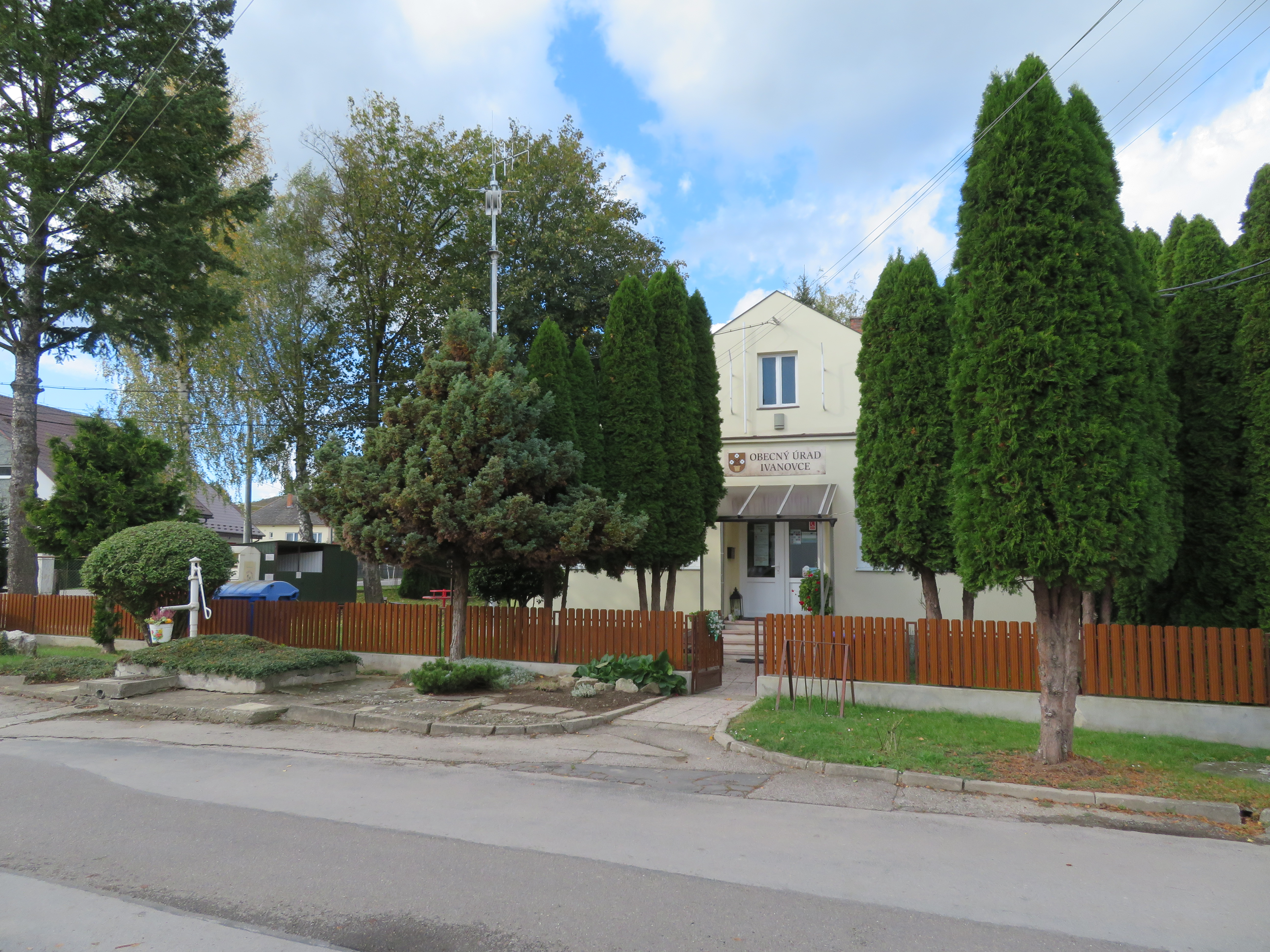

## Geographie
Die Gemeinde befindet sich am unteren Ende der Tallandschaft Považské podolie unweit des sogenannten Tors von Beckov, noch genauer im Talkessel Trenčianska kotlina. Durch Ivanovce fließt der Ivanovský potok, der zum Einzugsgebiet der Waag gehört. Nordwestlich des Ortes erheben sich die Weißen Karpaten an der Grenze zu Tschechien. Das Ortszentrum liegt auf einer Höhe von 202 m n.m. und ist 12 Kilometer von Nové Mesto nad Váhom sowie 15 Kilometer von Trenčín entfernt.
Nachbargemeinden sind Melčice-Lieskové im Norden, Krivosúd-Bodovka im Osten, Beckov im Süden, Štvrtok im Südwesten und Haluzice im Westen. Über eine etwa sechs Kilometer nordwestlich des Hauptortes gelegene Exklave grenzt das Gemeindegebiet noch an Bošáca, Nová Bošáca und Chocholná-Velčice.

## Geschichte
Die älteste Besiedlung des heutigen Gemeindegebietes geht in das Mittelpaläolithikum zurück, mit Spuren einer Szeletien-Siedlung in der Gemarkung Skala. Danach war das Gebiet bis zur Jungsteinzeit wieder unbewohnt, während der älteren Bronzezeit stand in Skala eine Siedlung der Maďarovce-Kultur.
Der Ort wurde zum ersten Mal 1398 als Iwany schriftlich erwähnt. Damals war er Teil des Herrschaftsgebiets der Burg Beckov, später war das Dorf Besitz des Landadels. Im 16. und 17. Jahrhundert stammten die Gutsherren aus den Geschlechtern Bánffy und Nádasdy, nach 1648 waren Besitzverhältnisse komplizierter: so hatten unter anderem die Geschlechter Révay, Rakovszky, Berényi, Serényi, Esterházy, Szulyovszky und Erdődy Güter im Ort. 1828 zählte man 99 Häuser und 981 Einwohner, deren Haupteinnahmequellen Landwirtschaft, Weinbau sowie Schaf- und Viehhaltung waren.
Bis 1918 gehörte der im Komitat Trentschin liegende Ort zum Königreich Ungarn und kam danach zur Tschechoslowakei beziehungsweise heute Slowakei.

## Bevölkerung
| Jahr                | 1994 | 2004    | 2014     | 2024     |
| ------------------- | ---- | ------- | -------- | -------- |
| Anzahl der Personen | 810  | 789     | 945      | 1084     |
| Unterschied         |      | −2,59 % | +19,77 % | +14,70 % |

| Jahr                | 2023 | 2024    |
| ------------------- | ---- | ------- |
| Anzahl der Personen | 1070 | 1084    |
| Unterschied         |      | +1,30 % |

Nach der Volkszählung 2011 wohnten in Ivanovce 915 Einwohner, davon 858 Slowaken, 7 Tschechen sowie jeweils 2 Deutsche, Magyaren und Ukrainer. 1 Einwohner gab eine andere Ethnie an und 43 Einwohner machten keine Angabe zur Ethnie.
454 Einwohner bekannten sich zur römisch-katholischen Kirche, 320 Einwohner zur Evangelischen Kirche A. B. und 2 Einwohner zur griechisch-katholischen Kirche; ein Einwohner bekannte sich zu einer anderen Konfession. 79 Einwohner waren konfessionslos und bei 59 Einwohnern wurde die Konfession nicht ermittelt.

## Verkehr
Durch den Ortskern verläuft eine Straße 3. Ordnung von Štvrtok nach Kostolná-Záriečie. Südöstlich des bebauten Gebiets verlaufen die Bahnstrecke Bratislava–Žilina (nächster Bahnhof Melčice) und die Straße 1. Ordnung 61.